# Gegants de les Colònies Jordi Turull
Gegants de les Colònies Jordi Turull són dos gegants, en Tano i l'Estiveta, vinculats a les Colònies Jordi Turull. Representen una parella de reis medievals que van néixer per animar les activitats que els Pares Escolapis feien a la casa de colònies de la Vall de Pineta, a Osca.
Les figures són obra del mestre imatger Domènec Umbert, que les enllestí el 1981. Foren les primeres peces que construí aquest mestre geganter després d'un període d'absència. Es van estrenar aquell mateix any, primer en Tano i després l'Estiveta, amb pocs mesos de diferència.
Durant gairebé vint anys foren portats pels geganters de Sant Josep de Calassanç, i inicialment sortien acompanyats de dos capgrossos amb figuració de barrufets. Tots junts participaven en festes d'Escoles Pies de tot Catalunya, com també a les festes del Clot - Camp del l'Arpa i a la Vall de Pineta.
Després d'uns quants anys de poca activitat, l'any 2007 tornaren a passejar en les trobades i cercaviles barcelonines. Era l'Associació Gegantera dels Gegants de Sant Jaume que els treia mentre esperava de construir uns gegants propis.
El 2010 passaren a mans de la Colla de Geganters i Grallers de Sant Antoni, que actualment és l'encarregada de portar-los. Des d'aleshores, participen en les festes del barri i en les de la ciutat –la Mercè i Santa Eulàlia–, moltes vegades amb companyia dels fills, els gegantons Cisco i Pineta. I quan no surten es poden veure exposats a l'entrada de l'Escola Pia de Sant Antoni, amb els altres gegants del barri.